# Équipe des Samoa féminine de basket-ball
Maillots
Actualités
L'équipe des Samoa de basket-ball féminin est l'équipe nationale qui représente les Samoa dans les compétitions internationales de basket-ball féminin. 
Les Samoa ne se sont jamais qualifiés pour un tournoi olympique ou pour un Championnat du monde.
Les Samoanes sont finalistes du Championnat d'Océanie 1993 et remportent le tournoi d'Océanie en 1993.